# Viola Yanik
Viola Yanik (ur. 9 lipca 1982) – kanadyjska zapaśniczka w stylu wolnym. Olimpijka z Aten 2004, gdzie zajęła piąte miejsce w kategorii do 63 kg.
Brązowa medalistka mistrzostw świata w 2003. Srebro na igrzyskach panamerykańskich w 2003. Trzecia w Pucharze Świata w 2002 i szósta w 2003. Druga na akademickich mistrzostwach świata w 2002 roku. Ukończyła University of Saskatchewan.